# Mont Vélan
Der Mont Vélan ist ein 3731 m hoher Berg in den westlichen Walliser Alpen. Über den Hauptgipfel verläuft die Grenze zwischen der Schweiz und Italien. Damit liegt er in der italienischen Provinz Aosta und dem Schweizer Kanton Wallis.
Als Nebengipfel umfasst der Berg sodann die nördlich und nordöstlich in der Schweiz liegenden Pétit Vélan, 3202 m, und Mont de la Gouille, 3212 m, sowie im Weiteren auf dem Grenzgrat westlich zum Großen St. Bernhard die Les Rayons de la Madelaine, 3051 m und östlich zum Col de Valsoray (in Richtung des Grand Combin (4314 m)) den Mont Cordine, 3329 m.
Nach Süden fällt der Mont Vélan über 1000 m mit einer steilen Wand ab, im Norden ist er durch den Valsoreygletscher und den Tseudetgletscher vergletschert.

## Routen zum Gipfel

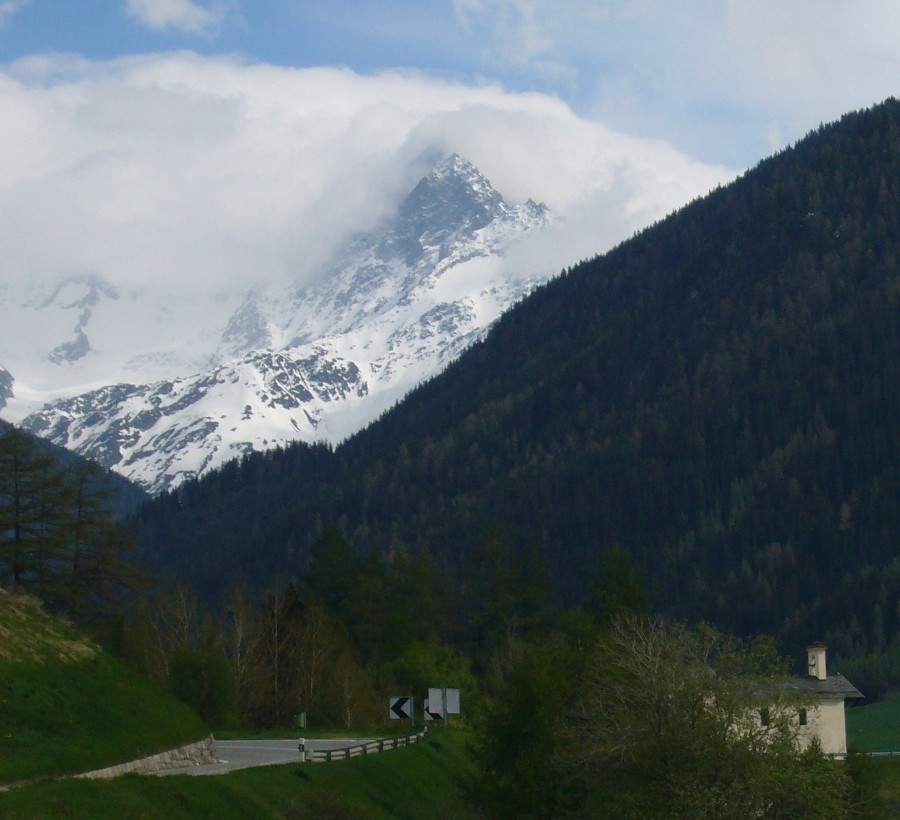
Petit Velan von Norden über der Kapelle St. Leonard

Ausgangspunkt für eine Besteigung ist die, an der Nord-Moräne des Tseudetgletschers gelegene, Cabane du Vélan (2569 m). Die Hütte ist am besten von Bourg-Saint-Pierre zu erreichen.
Die Normalroute führt von der Hütte über den Tseudetgletscher und zum Schluss Felsen (WS, II. Schwierigkeitsgrad) zum Col de la Gouille (3150 m). Von dieser Passlücke steigt man auf den Valsoreygletscher ab und erreicht über diesen den Gipfel.
Im Winter ist diese Tour auch als Skitour begehbar.
Ab dem Col de la Gouille kann man auch über den Nordost-Grat (Arête de la Gouille) auf den Gipfel steigen (WS, II. Schwierigkeitsgrad).
Einer der schönsten Anstiege auf den Gipfel führt über den Nordnordwest-Grat (Arête Tseudet). Ausgangspunkt ist wiederum die Cabane du Vélan, von dort steigt man in das Col Tseudet (3169 m) und nun über den Grat bis auf den Gipfel (ZS, III. Grad).

## Erstbesteigung
Der Mont Vélan wurde vermutlich am 31. August 1779 durch Laurent Joseph Murith (1742–1816), Prior des Hospizes auf dem Grossen St. Bernhard, und zwei Jäger aus Bourg-Saint-Pierre erstbestiegen.
Die Erstbesteigung des Nordost-Grates erfolgte am 3. September 1872 durch H.J. Leaf, Walter Leaf mit den Führern Hans Baumann und Daniel Bich.
Der Nordnordwest-Grat wurde am 18. August 1897 durch W.B. Anderson, T. Ashby, C.L. und T. G. Longstaff mit den Führern Joseph Georges, Jean Maître und Pierre Maurys erstbestiegen.